# La sorridente signora Beudet
La sorridente signora Beudet (La Souriante Madame Beudet) è un film del 1923 diretto da Germaine Dulac, considerato il primo esempio di cinema femminista e sperimentale.

## Trama
La signora Beudet è una casalinga imprigionata in un soffocante matrimonio borghese, che fantastica di una vita oltre la sua monotona esistenza, cosa che condivide con il marito Beudet.
Quando l'elaborazione visiva della sua potenziale liberazione attraverso la fantasia, l'unica cosa che fa nascere il sorriso sul suo volto, è disturbata dal marito, decide di ucciderlo. Il mancato omicidio è di nuovo frainteso, dato che il marito non si rende nemmeno conto di quello che sarebbe potuto accadere.

### Il femminismo
Questo film è considerato il primissimo esempio di cinema femministico.
La Dulac si scaglia contro l'alienazione femminile all'interno del patriarcato, ma decide di usare un mezzo cinematografico per dare agli spettatori una prospettiva femminile radicale e soggettiva.

## Produzione
Il film fu prodotto dalla Colisée Films.

## Distribuzione
Il film fu proiettato nel primo Festival del cinema delle donne nel 1972 a New York.